# Brzda
Brzda je del uzde, ki jo uporabljamo pri jahanju. Namestimo jo v konjeva usta in šele nato nadanemo preostali del uzde. 
Uporabljamo jo z namenom, da konja vodimo, ne samo z nogami temveč z brzdo, saj so konjeva usta zelo občutljiva in ga lahko zlahka usmerjamo.